# Гамбург Агнеса Михайлівна
Агнеса Михайлівна Гамбург (19 червня 1900, Саратов — 19 вересня 1979, Київ) — український медик, доктор медичних наук (з 1942 року), професор (з 1945 року). Дружина Юрія Сапожникова.

## Життєпис

Могила Юрія Сапожникова і Агнеси Гамбург

Народилась 19 червня 1900 року в Саратові. Закінчила медичний факультет Саратовського університету. Працювала лаборантом, згодом асистентом кафедри судової медицини цього ж вузу, водночас практикувала як судово-медичний експерт. 
В 1931 році була одним із засновників Науково-дослідного інституту судових експертиз в місті Івановому, заступником директора інституту, а з 1933 року — директором цього інституту. В 1934 році захистила кандидатську дисертацію з питань судово-медедичної експертизи речових доказів. В 1937 році очолила кафедру судової медицини Другого київського медичного інституту. Була заступником Головного судово-медичного експерта Міністерства охорони здоров'я УРСР. 
У 1938 році організувала кафедру судової медицини при Київському інституті удосконалення лікарів, якою завідувала до 1972 року. Займалася питаннями судово-медичної експертизи, судово-медедичної травматології, судової відповідальності лікарів, історії судової медицини.
Померла 19 вересня 1979 року в Києві. Похована в Києві на Байковому кладовищі.

## Праці
Основні праці:
- «Судово-медична експертиза обвинуваченого» (1948);
- «Розвиток судово-медичної науки та експертизи» (1962);
- «Судово-медична експертиза механічної травми» (1973).